# 波亚讷
波亚讷（法語：Poyanne，法語發音：[pɔjan]）是法国朗德省的一个市镇，属于达克斯区。 

## 地理
波亚讷（43°45'23"N, 0°49'2"W）面积10.72 平方千米，位于法国新阿基坦大区朗德省，该省份为法国西南部沿海省份，是法國本土面积第二大的省，北起吉倫特省，西临大西洋，南至大西洋比利牛斯省，东临热尔省，东北与洛特-加龍省接壤。
与波亚讷接壤的市镇（或旧市镇、城区）包括：加马德莱班、古茨、洛雷德、卢尔康、努斯、奥纳尔、圣茹尔多里巴特。
波亚讷的时区为UTC+01:00、UTC+02:00（夏令时）。

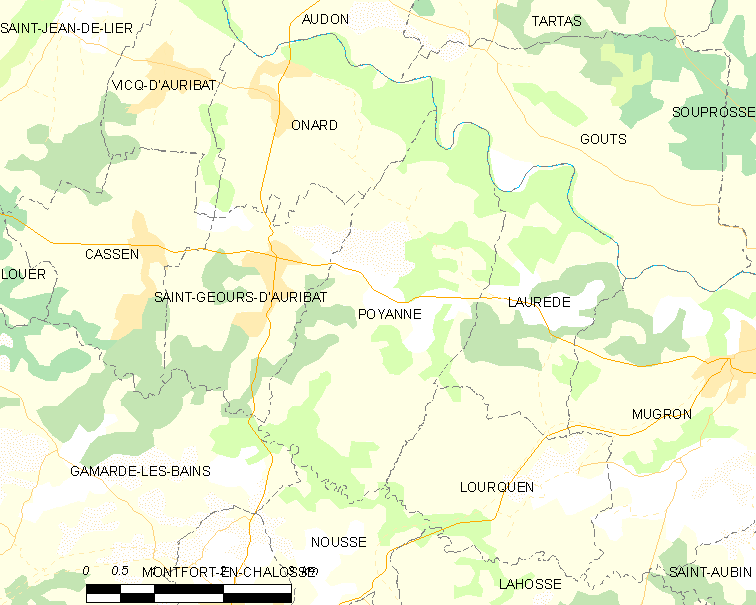
波亚讷的OSM定位图

## 行政
波亚讷的邮政编码为40380，INSEE市镇编码为40235。

## 政治
波亚讷所属的省级选区为沙洛斯山坡县。

## 人口

1962-2008年间波亚讷人口变化图示

波亚讷于2022年1月1日时的人口数量为697人。